# 짐 크로치

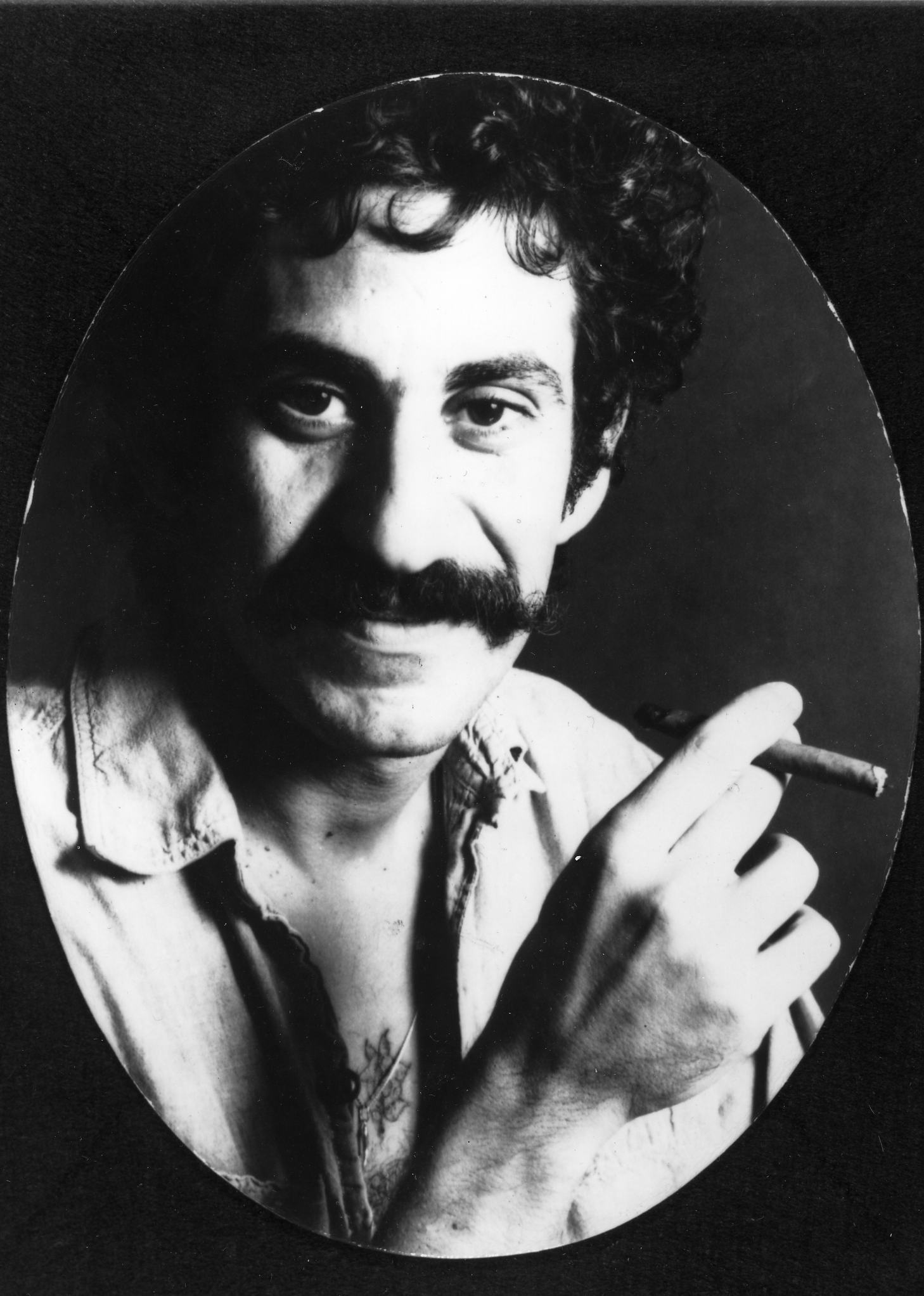

 짐 크로치(1943년 1월 10일~1973년 9월 20일)는 미국의 가수이다. 1966년 데뷔하였다.

## 사망
1973년 9월 20일, 비행기 사고로 사망하였다.